# Młoteczno
Młoteczno – osada w Polsce położona w województwie warmińsko-mazurskim, w powiecie braniewskim, w gminie Braniewo przy drodze krajowej nr .
W latach 1975–1998 miejscowość administracyjnie należała do województwa elbląskiego.
W Młotecznie stacjonowała strażnica WOP.